# Томсен, Харро
Харро Андреас Вильгельм Томсен (нем. Harro Andreas Wilhelm Thomsen; 3 марта 1911, Бомштедт, Германская империя — 2 декабря 1974, Эльмсхорн, ФРГ) — штурмбаннфюрер СС, начальник гестапо в Оппельне и сотрудник Главного управления имперской безопасности.

## Биография
Харро Томсен родился 3 марта 1911 года в семье учителя народной школы. В 1929 году окончил школу в Эльмсхорне, сдав экзамены на аттестат зрелости. Впоследствии изучал юриспруденцию и экономику в Гамбурге, Фрайбурге и Киле. После юридической стажировки и сдачи государственного экзамена в ноябре 1937 года в течение нескольких месяцев работал участковым судьёй в Нибюлле. 
1 ноября 1933 года был зачислен в ряды и СС (№ 118946). 1 мая 1937 года вступил в НСДАП (билет № 4662589). В апреле 1939 года поступил на службу в гестапо, изначально служил в отделении гестапо в Харбурге. В декабре 1939 года стал заместителем начальника отделения гестапо в Катовице. В июне 1940 года стал начальником отделения гестапо в Оппельне. 15 января 1941 года ему было присвоено звание штурмбаннфюрера СС. В январе 1942 года возглавил отделение гестапо в Грауденце. В июле 1943 года возглавил отдел D 2 (вопросы генерал-губернаторства) в главном управлении имперской безопасности (РСХА), руководил отделом до окончания войны.
В 1945 году попал в британский плен. Британская разведдеятельности служба много раз допрашивала его и в 1948 году предотвратила его экстрадицию в Польшу, объяснив это неправильно указанным именем в польском заявлении. Изначально работал адвокатом и нотариусом в Бармштедте, потом ему удалось устроиться на государственную службу, и Томсен стал заведующим финансового управления в Вандсбеке. Умер 2 декабря 1974 года.